# Sinologija
Sinologija je veda o Kitajski. V prvi vrsti spada h kulturološkim disciplinam, saj gre za kompleksno vedo, ki z uporabo interdisciplinarnih metod obravnava kulturo, zgodovino, sociologijo, jezik, miselnost in politične sisteme L.R. Kitajske ter drugih držav oziroma področij, ki sodijo v jezikovno, civilizacijsko in kulturno okrožje Kitajske (Tajvan, Singapur, Hongkong itd.).
V metodološkem pogledu se moderna sinologija izogiba evro(oksidentalo)-centrizmu. Študijski programi sinologije temeljijo na poznavanju, raziskovanju in posredovanju strokovnih informacij, ki so pridobljene tudi in predvsem iz primarnih virov, napisanih v kitajskem jeziku.

## Zgodovina
Sinologija se je kot veda najprej pojavila na Japonskem 
V Evropi nekateri začetke sinologije vidijo v času Marka Pola in Ibn Batuta iz 13. in 14. stoletja, vendar se je sistematični študij kitajske začel v 16. stoletju z misijonarji, kot je Matteo Ricci, ki so na kitajsko vnesli krščanstvo.
V Sloveniji se je sinologija uradno začela leta 1995, ko so na Filozofski fakulteti v Ljubljani odprli Oddelek za azijske in afriške študije (danes Oddelek za azijske študije), znotraj katerega deluje katedra za sinologijo. Leta 1998 je bilo na oddelku ustanovljeno tudi Sinološko društvo Yuan, ki tudi neformalno povezuje trenutne in nekdanje študente in študentke sinologije ter druge zainteresirane na področju sinologije.